# Coralie Chacon
Coralie Chacon, née le 12 mai 1987 à Nîmes,, est une gymnaste artistique française.
Elle est sacrée championne de France du concours général en 2004.
Elle dispute les Jeux olympiques d'été de 2004 à Athènes ; elle termine sixième du concours par équipes et huitième de la finale de saut de cheval.